# Vic Acid
Singles de Squarepusher
— My Red Hot Car
(2001)
Vic Acid est un single du musicien anglais de musique électronique Squarepusher, sorti sur le label Warp Records en 1997.
Il comprend notamment la piste Vic Acid, extraite de l'album Hard Normal Daddy sorti quelques semaines plus tard.
AllMusic décrit ce single comme « pas particulièrement irrésistible. La piste titre est de loin le moment le plus agréable. »

## Pistes

### Vinyle 12″
| 1. | Vic Acid (Hard and Normal Mix)      | 3:06 |
| 2. | Lone Raver (Live in Chelmsford Mix) | 5:00 |

| 1. | Fat Controller (G7000 Remix) | 4:08 |
| 2. | The Barn (303 Kebab Mix)     | 2:11 |

### CD
| No | Titre                               | Durée |
| -- | ----------------------------------- | ----- |
| 1. | Vic Acid (Hard and Normal Mix)      | 3:06  |
| 2. | Lone Raver (Live in Chelmsford Mix) | 5:00  |
| 3. | Fat Controller (G7000 Remix)        | 4:08  |
| 4. | The Barn (303 Kebab Mix)            | 2:11  |